# Herb gminy Leśna Podlaska
Herb gminy Leśna Podlaska – symbol gminy Leśna Podlaska, autorstwa Piotra Dymmela, ustanowiony 24 lutego 1998.

## Wygląd i symbolika
Herb przedstawia na tarczy w polu czerwonym skrzyżowany srebrny miecz z czarną rękojeścią zwrócony od (heraldycznie) prawej dolnej strony do górnej lewej i złoty klucz zwrócony od dolnej lewe do prawej górnej z piórem skierowanym w dół. Nad nimi czarny kruk ze złotym chlebem w dziobie z rozpostartymi skrzydłami skierowany w (heraldycznie) prawą stronę. Miecz i klucz to atrybuty świętego Piotra i świętego Pawła - patronów miejscowej Bazyliki. Kruk z chlebem w dziobie symbolizuje legendę o świętym Pawle Pustelniku i nawiązuje do zakonu paulinów i klasztoru w Leśnej Podlaskiej.